# روبرت ويست
روبرت ويست (بالإنجليزية: Robert West)‏ (31 مارس 1967 - ) هو ملاكم أمريكي، صنّف ضمن فئة الوزن المتوسط.

## روابط خارجية
- روبرت ويست على موقع بوكس ريك (الإنجليزية) (registration required)